# Лосево-1
Лосево-1 — узловая железнодорожная станция Приозерского направления Октябрьской железной дороги. Находится в деревне Варшко Петровского сельского поселения Приозерского района Ленинградской области. Расположена на 90,0 км перегона Сосново — Громово. Построена в 2011 году для осуществления пассажирского и грузового движения на линии Лосево — Каменногорск. Станция имеет 6 путей (из них 3 главных) и 3 коротких платформы для дежурного персонала. В день станция пропускает 20 пар поездов.
Жители СНТ критикуют проект за сильный шум, возможные пробки на переездах и за ухудшение экологической обстановки. В ходе строительства вырубался лес, а также был вырыт без необходимых разрешительных документов карьер общей площадью до 40 га.
Публичные слушания по станции проводились в деревне Варшко. Изначально сообщалось, что пассажирское использование станции не запланировано.

## Галерея

Станция Лосево-1
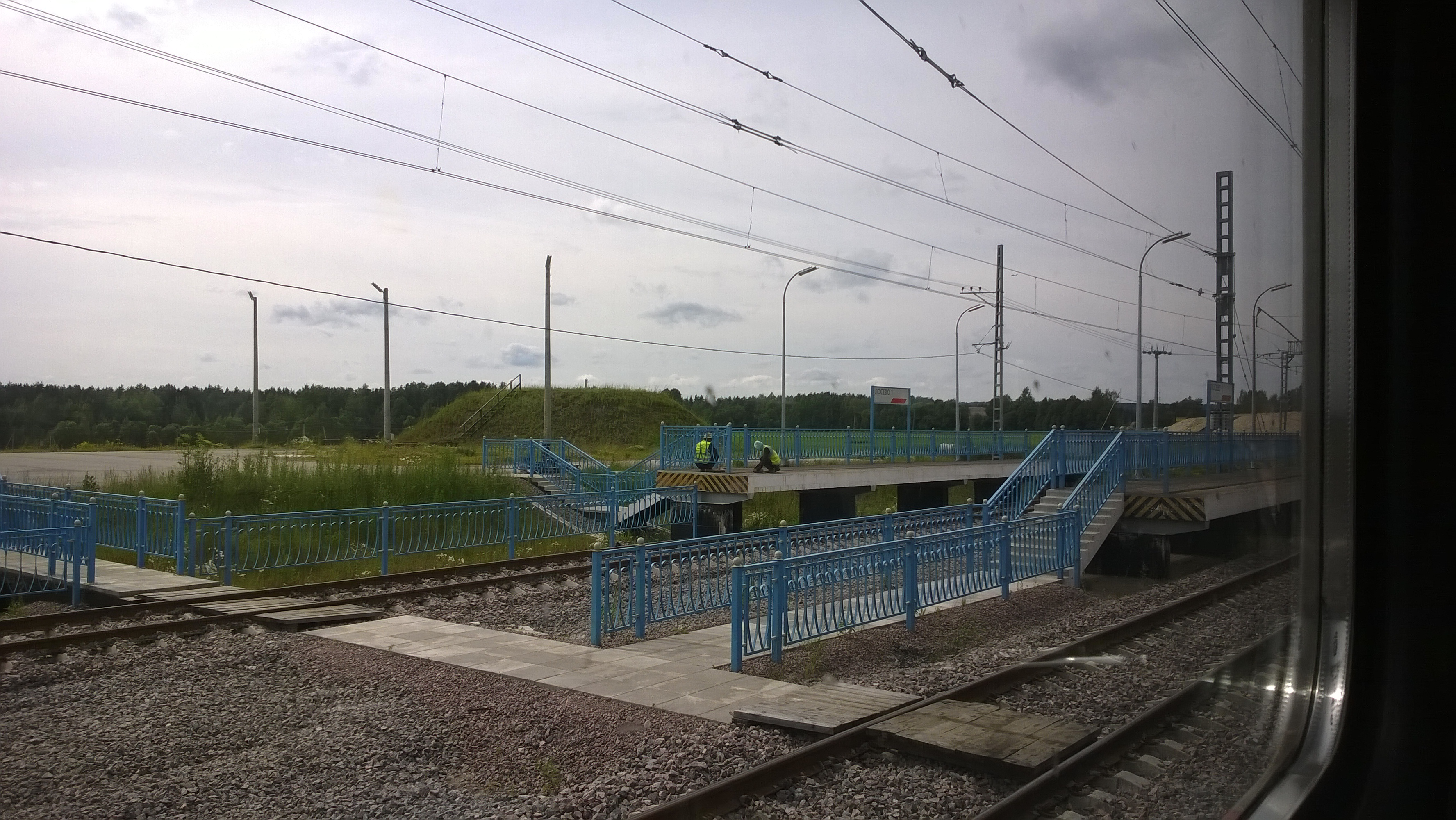
Вид из окна электрички.
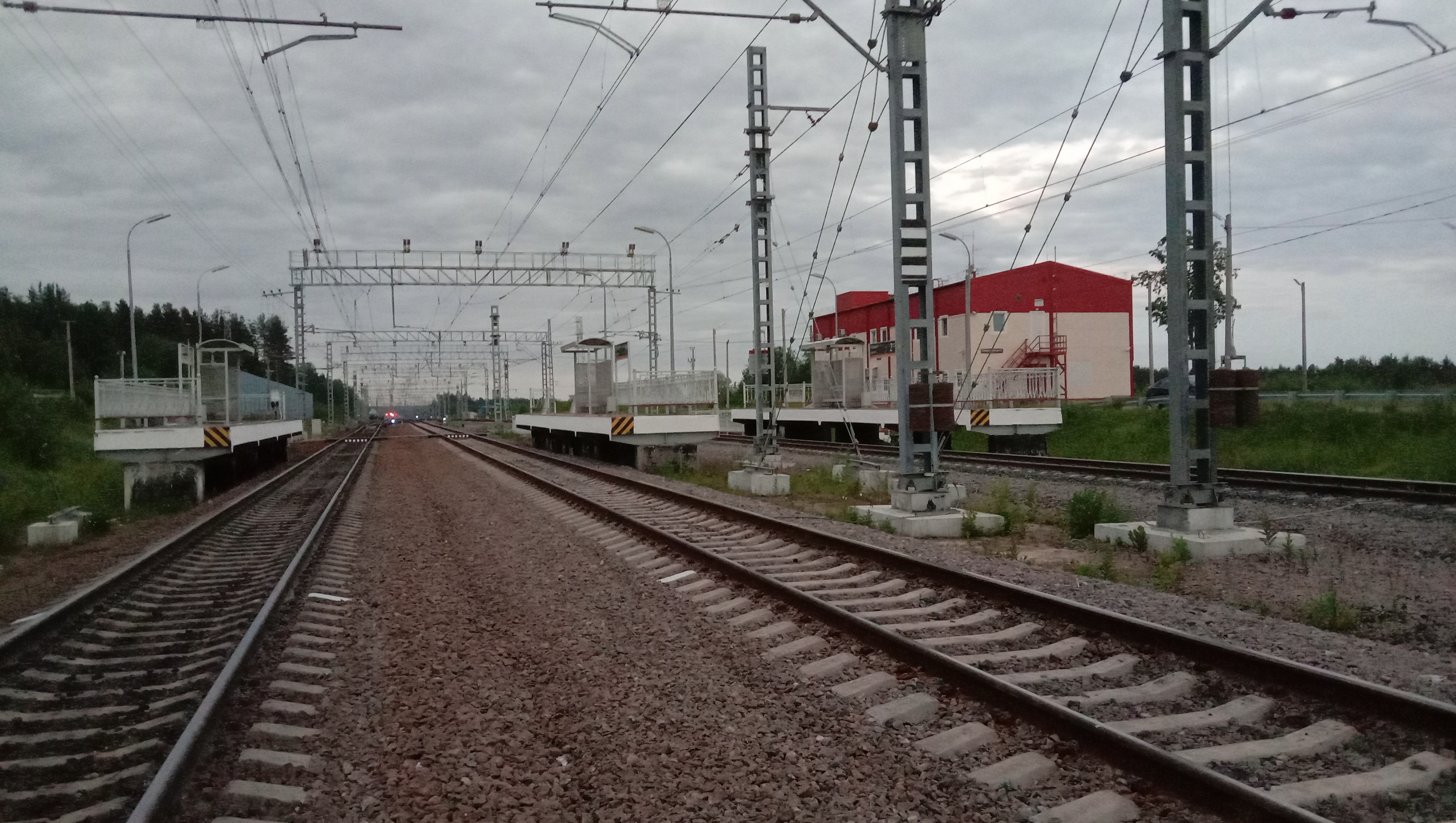
Вид в сторону ст. Сосново.
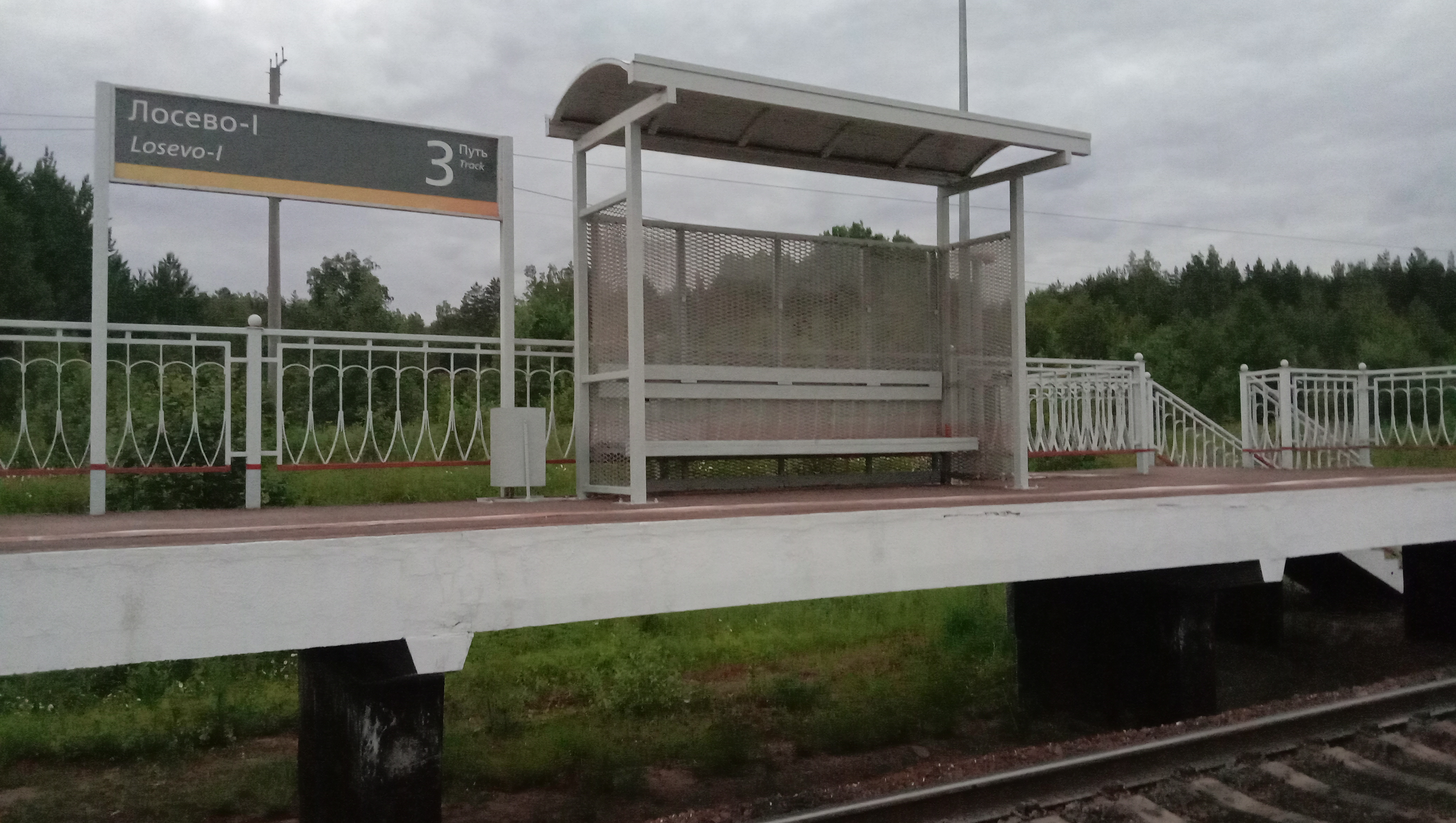
Платформа № 3.
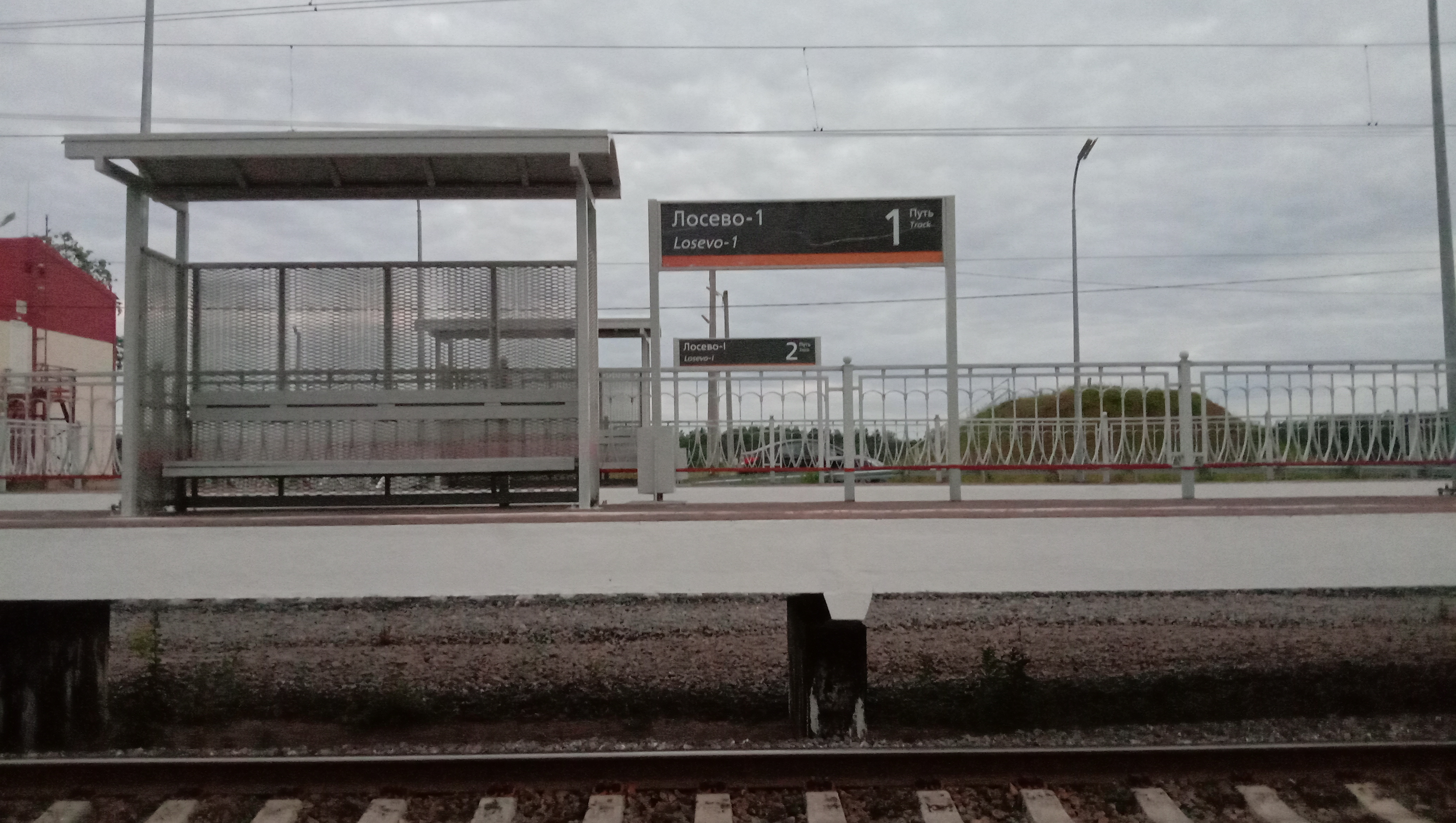
Платформа № 1.
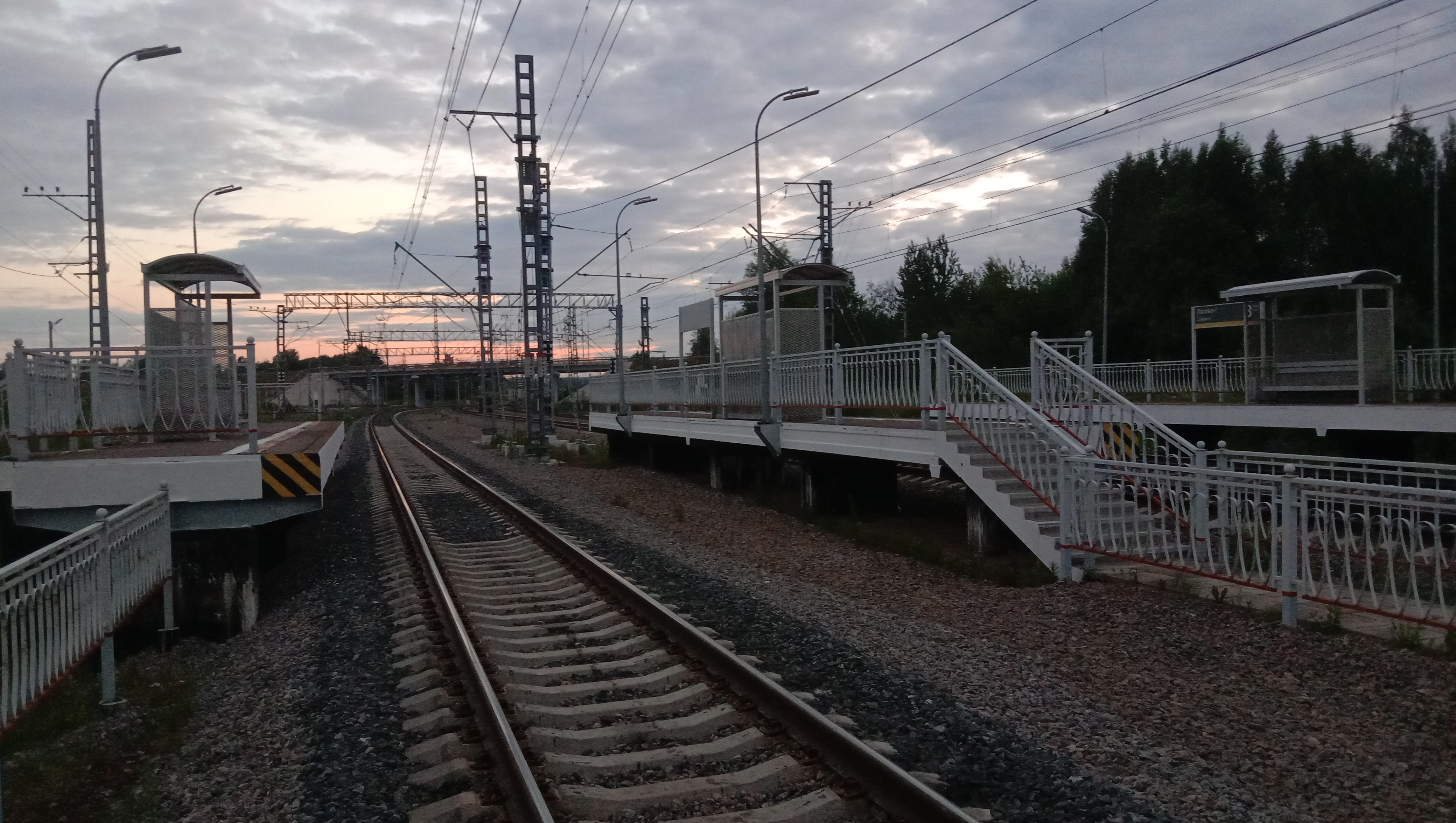
Вид в сторону ст. Громово.
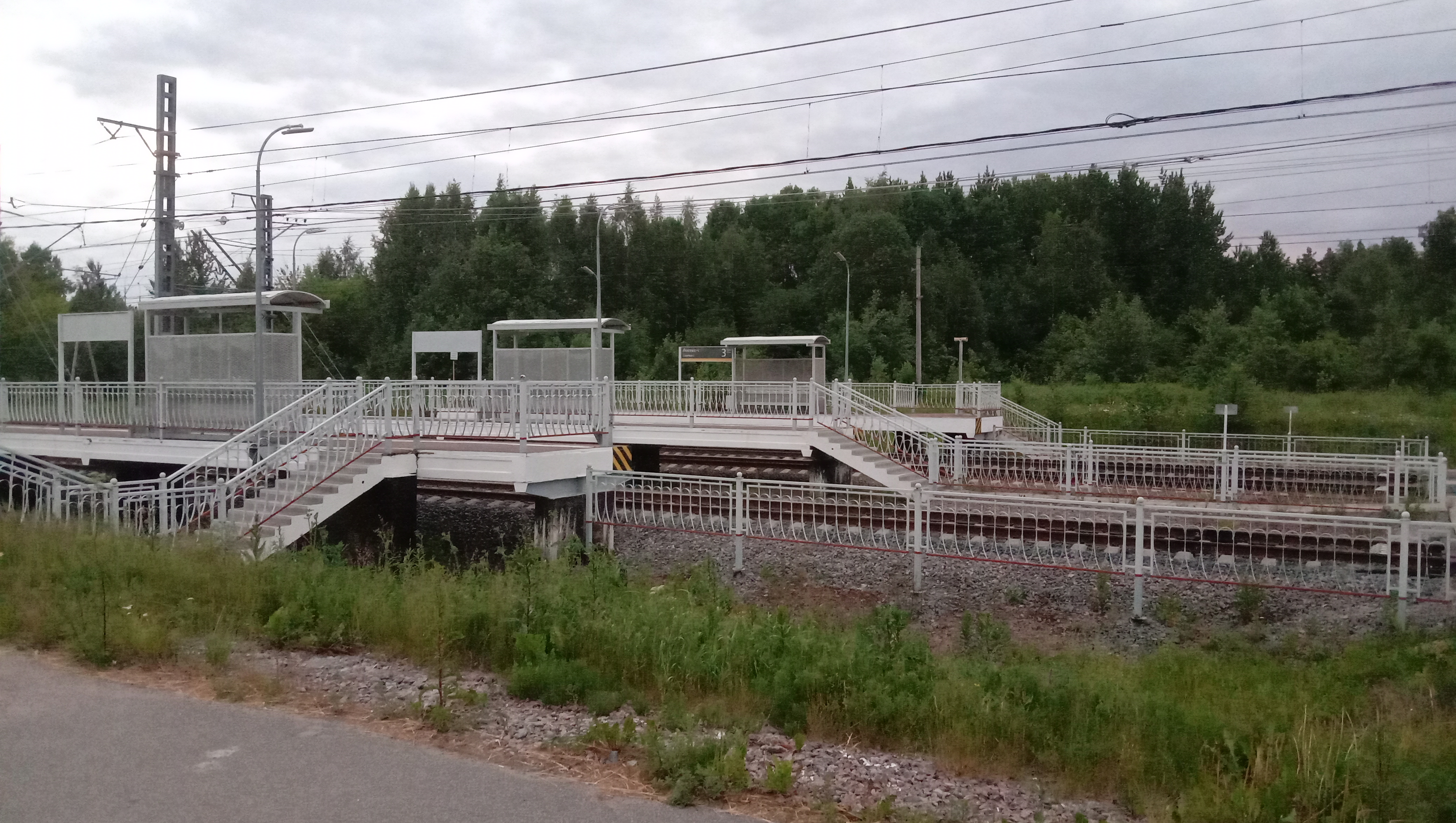
Общий вид.